# Teorema di Poincaré-Bendixson
In matematica, il teorema di Poincaré-Bendixson permette di determinare il comportamento a lungo termine dell'orbita di un sistema dinamico planare continuo.

## Teorema
Si consideri un sistema dinamico planare continuo e un insieme positivamente invariante e compatto {\displaystyle I} per il flusso {\displaystyle \Phi _{t}(x)}. Sia {\displaystyle p\in I}, allora se {\displaystyle I} non contiene punti fissi, l'insieme limite di {\displaystyle p} è un'orbita periodica del sistema.  
Una prima versione del teorema fu originariamente concepita da Henri Poincaré, sebbene mancante di una dimostrazione completa. Ivar Otto Bendixson diede una dimostrazione completa del teorema nel 1901.

## Osservazioni
- Nella pratica è difficile verificare se una regione I è invariante. Tuttavia, se la regione I è un insieme chiuso e le traiettorie entranti non riescono dalla regione, allora I è positivamente invariante. Discorso analogo si può fare per verificare se I è negativamente invariante (quando le traiettorie escono dalla regione senza più rientrarvi).
- Il teorema afferma che se non ci sono punti di equilibrio, allora nella regione I c'è un'orbita periodica. Nel caso in cui nella regione ci fossero dei punti di equilibrio ci potrebbero essere comunque orbite periodiche (Orbita omoclina) o anche un'unione di traiettorie che connettono punti di equilibrio (Orbita eteroclina)
- La condizione  che il sistema dinamico sia planare è essenziale per il teorema. Su un toro ad esempio, è possibile avere un'orbita conservativa non periodica.
- Un'importante conseguenza del teorema è che non possono esistere attrattori strani nei sistemi dinamici planari continui. Quindi un comportamento caotico può essere presente solo per sistemi dinamici di tre o più dimensioni. Tuttavia il teorema non si applica ai sistemi dinamici discreti che quindi possono presentare comportamento caotico anche con due dimensioni o una sola.

## Teorema esteso
Se una regione I di uno spazio n-dimensionale è positivamente invariante, allora le traiettorie devono convergere in uno dei possibili insiemi limite del sistema: punti fissi, cicli limite, attrattori strani, orbite toroidali conservative e orbite toroidali conservative quasi periodiche..